# Lijst van metalgenres

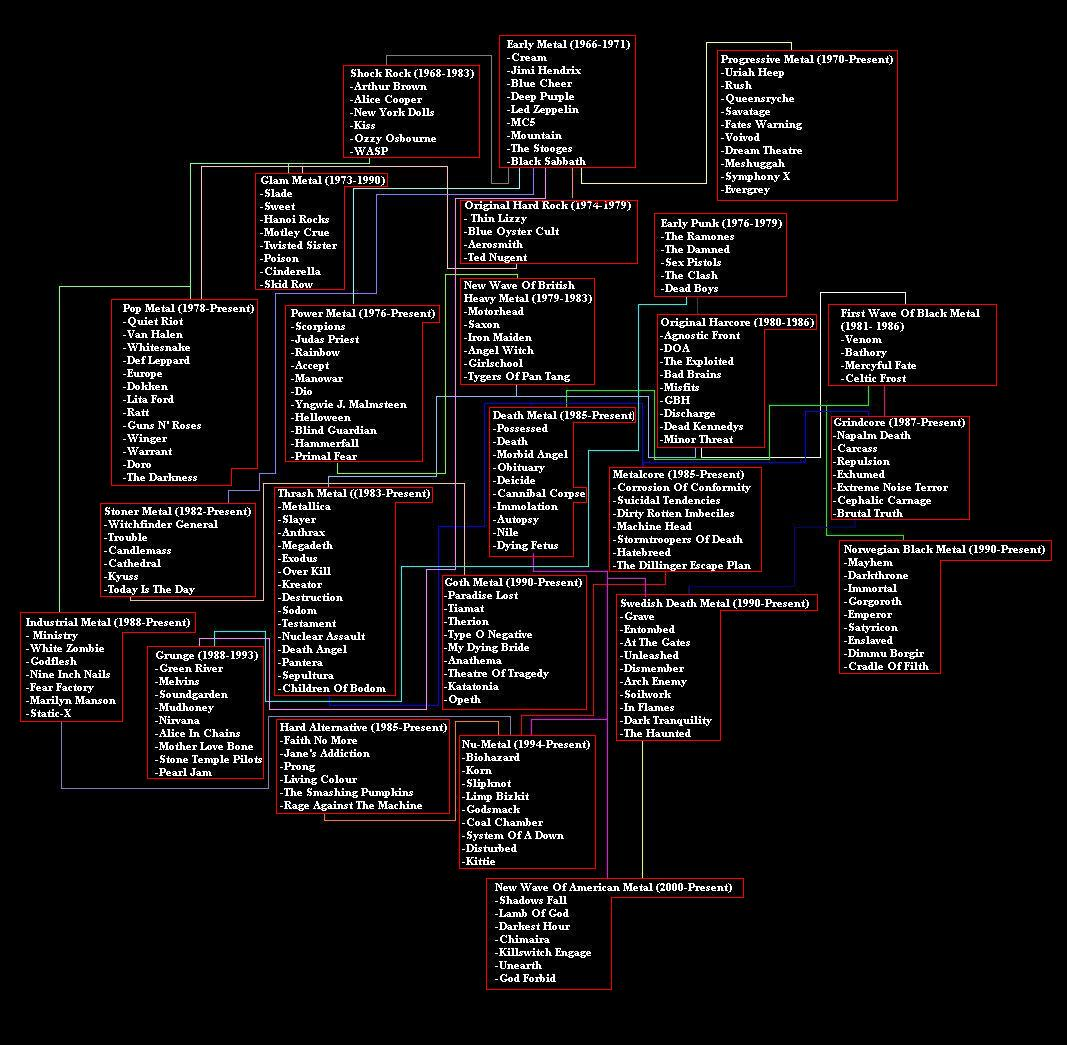
De door Sam Dunn in de film Metal: A Headbanger's Journey gebruikte schematische weergave van de diverse metalgenres

Dit is een lijst van metalgenres, waarin de diverse bands binnen de heavy metal worden onderverdeeld.

## Naamgevingen
Het is een gebruikelijk marketingfenomeen binnen de metal dat bands hun muziek met een nieuw woord toeschrijven aan een nieuwe genrenaam om zo hun uniciteit en originaliteit te benadrukken. Ook de media gaan hierin mee omwille van primeurs. Dit levert tal van metalgenres op die soms maar op een enkele band van toepassing zijn. Van genre in de zin van stroming is dan geen sprake. Zo wordt er aan sommige genres (zoals Scandinavische en christelijke metal) getwijfeld of deze wel als volwaardig meetellen, omdat ze iets vertellen over de afkomst of ideologie van de groepen en niets over de muziek.
Neologismen als bijvoorbeeld battlemetal, icemetal en lovemetal zijn snel genoeg bedacht, maar rechtvaardigen niet meteen dat er van een stroming of genre kan worden gesproken gezien het feit dat deze bijnamen meer op de teksten zijn gericht dan op de stijl. Daarentegen is het voor een omschrijving van een muziekstijl van een band wel legitiem te gebruiken.

## Genrekluwen
Metal wordt soms onderverdeeld in drie genres: extreme metal, alternatieve metal en melodieuze metal. Deze indeling wordt onoverzichtelijk doordat extreme metal enerzijds een algemene noemer voor black en deathmetal is, maar anderzijds ook een genre op zich zelf is. Als metal wordt onderverdeeld in de drie bovenstaande groepen, vallen thrash, speed en wat daaruit voortkomt ook onder de noemer extreme metal. Een soortgelijk geval is dat stoner, industrial, nu metal en aanverwante onder de noemer alternatieve metal vallen, terwijl er ook een genre bestaat dat alternatieve metal heet.
Bij cross-overs worden soms twee genres gelijkwaardig aan elkaar omgesmolten tot een nieuw genre. Het is dan niet mogelijk om dat nieuwe genre aan slechts een van de oorspronkelijke genres toe te schrijven: zo behoort hardcore evenzeer thuis in de punk als in de metal. Eigenlijk staat het genre hardcore op zichzelf omdat het een gelijkwaardige kruising betreft. Hetzelfde heb je met bijvoorbeeld "thrashmetal", maar daar is iedereen het over eens dat het een metalgenre is. (Overigens wordt de term hardcore ook gebruikt binnen de hiphop (hardcore rap) en techno (hardcore house).
Zo valt dark metal onder zowel extreme metal als melodieuze metal, omdat het elementen van beide genres bevat.

## Bijvoeglijke naamwoorden
Dikwijls worden er ook bijvoeglijke naamwoorden gebruikt om de stijl te specificeren. Sommigen slaan op de thema's (zoals mature ... metal, wat betekent dat het over volwassen thema's gaat, meestal eigenlijk problemen), anderen staan gewoon voor de afkomst (Belgian ... metal) en eveneens de taal (Norwegian ... metal).

## Lijst
Enkele van de meest gebruikte genre-aanduidingen zijn:
- Thrashmetal
  - Groovemetal (ook wel: 'post-thrashmetal')
  - Speedmetal, soms gezien als voorloper van thrashmetal
- Alternatieve metal
  - Funkmetal
  - Industrial metal
- Heavy metal (een term die vaak gebruikt wordt om alle "heftige" metal te beschrijven maar is ook gewoon een subgenre)
  - Hairmetal (ook wel: 'glammetal' of 'popmetal')
- Doommetal
  - Dronedoom
  - Sludgemetal
- Black metal
  - Melodieuze black metal
  - Symfonische black metal
- Deathmetal
  - Blackened deathmetal
  - Doomdeath
  - Grindcore
  - Melodieuze deathmetal (waaronder ook: Göteborgmetal)
  - Technische deathmetal
- Folkmetal
  - Keltische metal
  - Oriëntaalse metal
  - Paganmetal
  - Trol- of humppametal
  - Vikingmetal
- Gothic metal
- Metalcore
  - Deathcore
  - Mathcore
- Powermetal
- Progressieve metal
  - Avant-gardemetal (ook wel: 'experimentele metal')
  - Neo-classical metal
  - Djent
- Stonerrock

White metal en symfonische metal zijn geen muziekgenres, maar betreffen de benaderingswijze van de muziek en/of teksten. White metal heeft betrekking op christelijke metalbands.
Extreme metal is de verzamelnaam voor de blackmetal- en deathmetalgenres.

## Andere benamingen
Er zijn nog veel meer benamingen van stijlen binnen metal. Veel van deze stijlen worden echter maar voor een paar bands gebruikt, en van de meeste wordt betwist of het eigenlijk wel als volwaardig genre zou moeten worden gezien. Hier volgt een lijst van enkele van deze benamingen die een pagina op Wikipedia hebben:
- American metal
- Cybergrind
- Dark metal

- Goregrind
- Grunge
- Nationaalsocialistische black metal (NSBM)
- New wave of American heavy metal (NWOAHM)
- New wave of British heavy metal (NWOBHM)

- Rapcore
- Suicidal black metal
- Tanzmetall
- Unblack metal
- War-metal (ook wel: epische heavy metal)

Portaal · Categorie